# Río Candón
El río Candón, también denominado arroyo Candón, es un curso de agua del sur de la península ibérica perteneciente a la vertiente atlántica de Andalucía que discurre en su totalidad por el territorio del este de la provincia de Huelva. 

## Curso
El río Candón nace en el término municipal de Beas, por la unión del arroyo de la Parrilla y el río Castaño, su principal afluente. Su cauce realiza un recorrido de unos 23 km a través de los términos de Niebla y Trigueros hasta su desembocadura en el río Tinto cerca de la localidad de San Juan del Puerto. 
Existen dos puentes notables sobre el río: uno de origen romano del siglo III y otro ferroviario situado en el kilómetro 88 del ferrocarril Sevilla-Huelva datado en 1880.

## Historia
En 1357 se libró la batalla del río Candón entre los súbditos de Pedro el Cruel y los de Juan de la Cerda, partidario éste de Enrique de Trastámara.

## Flora y fauna
En el entorno del río se pueden observar especies como el chotacabras pardo, el águila culebrera, el martín pescador común, el faisán común, el águila real, el tejón común, la nutria europea, el lince ibérico, la carpa dorada, la culebra de escalera, la tortuga pintada y la víbora hocicuda entre muchas otras.